# Hôtel des Douanes (Rouen)
L'hôtel des Douanes est un ancien bâtiment de Rouen, détruit en 1944.

## Situation
L'hôtel des Douanes était situé quai du Havre, entre les rues Harenguerie (disparue après 1947) et de la Vicomté (déportée après 1947) et adossé à la rue des Ramassés.

## Historique
La douane de Rouen a été installée avant 1655 rue Saint-Éloi sous l'appellation de «Vieille Romaine». De ce bâtiment de 1724 que Pierre Chirol attribue à l'ingénieur rouennais Jean-Jacques Martinet est préservé le fronton sculpté par Nicolas Coustou en 1726, figurant une allégorie du Commerce. Une autre source mentionne les plans de l'architecte Cuiller et la bibliothèque nationale propose 4 dessins de Robert de Cotte.
Cet hôtel des Douanes est construit entre 1835 et 1838 par l'architecte Charles Isabelle. Le sculpteur David d'Angers réalise en 1837 deux sculptures de façade représentant le Commerce et la Navigation. Une horloge centrale est montée en toiture. Le fronton de l'ancienne romaine est remonté dans la cour.
Un des directeurs des douanes de Rouen, Jules L'Hôte, fut membre de l'Académie de Rouen en 1930. Dans son discours d'introduction, il rappelle que le bureau de douane à Rouen remonte à 1360-1369. Qu'en 1553, on construisit un nouvel hôtel dénommé « Romaine », peut-être tiré de la balance du même nom. Une esquisse anonyme de l'ancienne romaine est proposée, reprise par Jules Adeline,. Il faisait saillie sur le quai et fut rasé en 1834. Eustache de La Quérière, de ce qu'en rapporte Chirol, déclara « Ce bâtiment, quoi qu'on en dise, a du caractère, on voit que c'est un édifice public ».
Le 30 mai 1944, durant la Semaine rouge, 140 personnes qui avaient trouvé refuge dans les caves sont ensevelies et meurent noyées,.

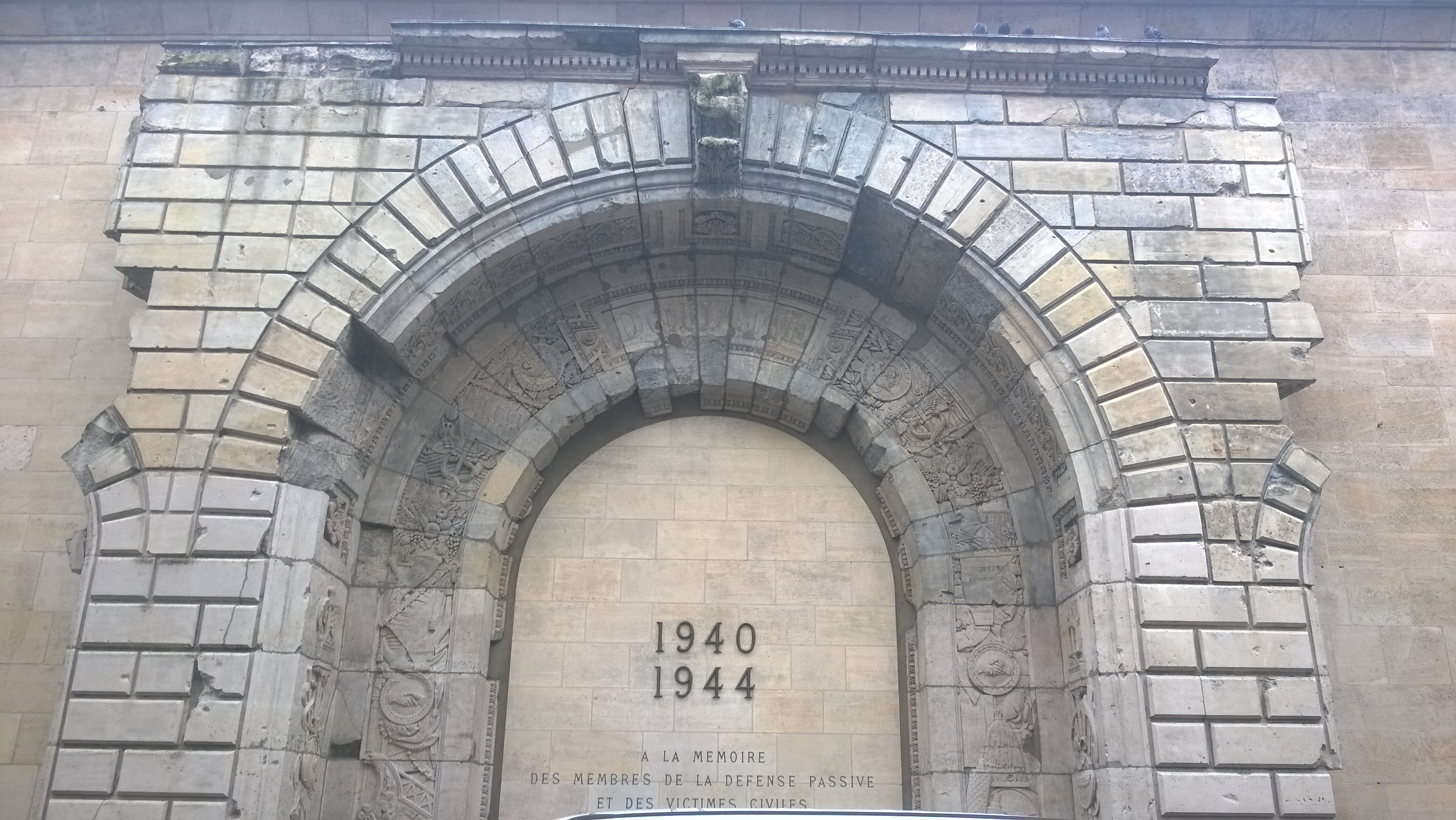
Porte de l'ancien hôtel des Douanes de Rouen apposée contre le pignon ouest de la Halle aux Toiles.

Le portail principal est remonté en 1963-1964, sur la place du Gaillardbois contre le pignon ouest de la halle aux Toiles comme monument aux victimes civiles de 1940-1944. Les deux sculptures de David d'Angers sont sauvées et aujourd'hui exposées dans la salle du Jubé du Musée des beaux-arts de Rouen. La cloche nommée Jeanne d'Arc, fondue par Gallois à Paris en 1837, a été remontée sur le clocher de l'église Saint-François-d'Assise.